# Jan Sokol z Lamberka
Jan Sokół z Lamberka, Jaśko Sokół, czes.: Jan Sokol z Lamberka, niem.: Johann Sokol von Lamberg (ur. ok.  1355, zm. po 27 września 1410) – czeski feudał, morawski rycerz, znany z udziału w wewnętrznych sporach dynastii Luksemburgów oraz jako dowódca oddziałów czeskich walczących po stronie polsko-litewskiej w bitwie pod Grunwaldem.

## Życiorys

### Dzieciństwo i młodość
Jan Sokol z Lamberka urodził się za panowania cesarza Karola IV Luksemburskiego około 1355 r. Jego ojciec, Jaroslav z Knínic jakiś czas po roku 1360 przybył do Březníka (obecnie wieś i gmina w powiecie Třebíč), gdzie ok. 1370 r. został wzniesiony zamek Lamberk (Lamberk) nad brzegiem Oslavy.
O dzieciństwie Jana Sokola nie ma zbyt wielu wiadomości. Jego ojciec był burgrabią znojemskim od 1356 r., a od 1368 r. marszałkiem dworu margrabiego morawskiego Jana Henryka Luksemburskiego (brata cesarza Karola IV).
Jan Sokol także związany był z Luksemburgami (od 1399 r. służył w Wyszehradzie u boku Wacław IV) i był uczestnikiem walki o Morawy pomiędzy Prokopem (wspieranym przez Zygmunta) a Jodokiem. W waśń pomiędzy braćmi zaangażowali się też Wacław i Jan Zgorzelecki. W trakcie tych walk Jan Sokol zasłynął jako utalentowany dowódca.

### Udział wwojnie z Krzyżakami

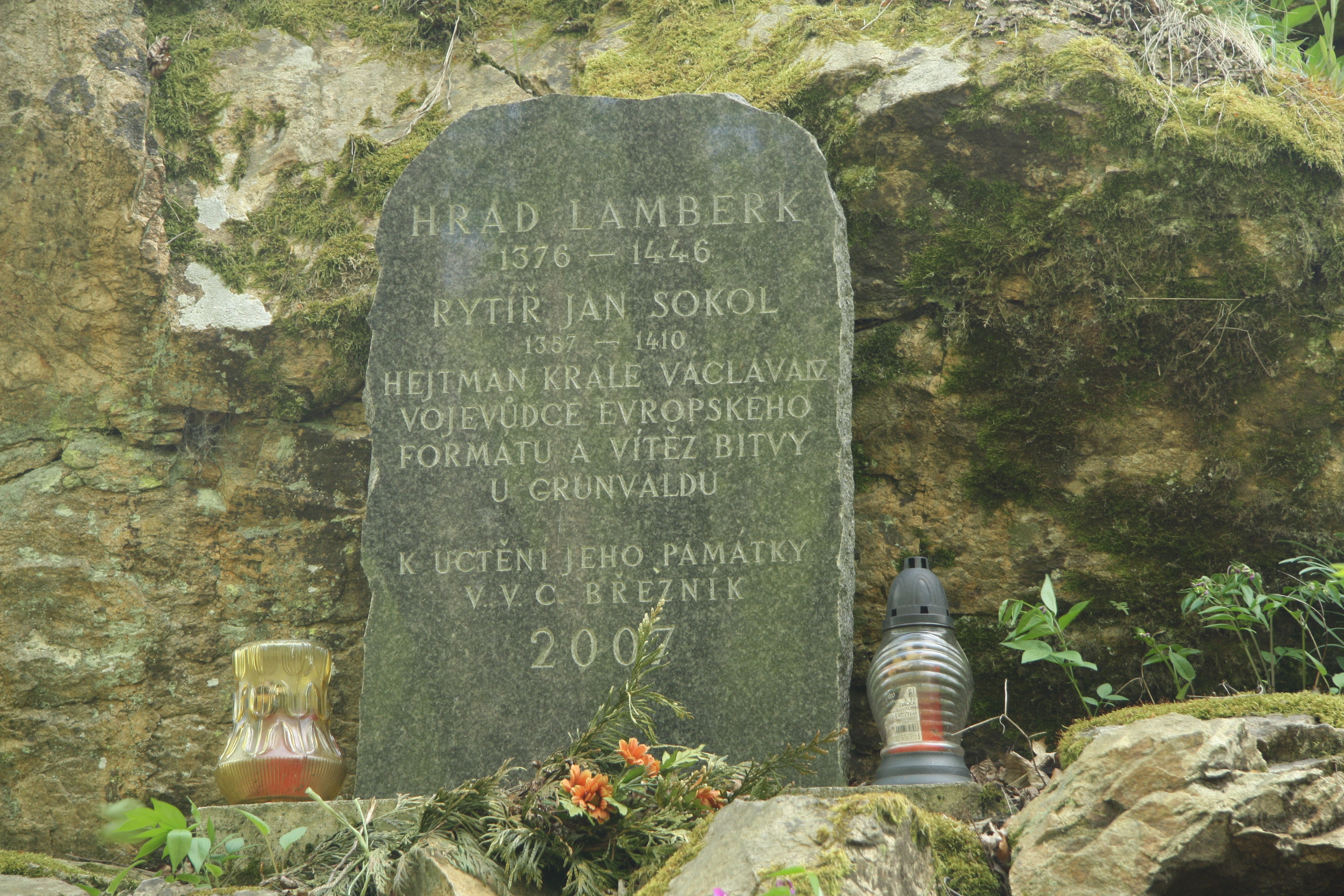
Kamienna tablica upamiętniająca Jana Sokola w ruinach zamku Lamberk k. Březníka (2007)

W 1410 r. Jan Sokol z Lamberka uczestniczył u boku wojsk polsko-litewskich w wojnie z Krzyżakami. Od 1409 r. prowadził w Czechach zaciąg najemników, w efekcie czego przyprowadził oddział liczący 500 kopii, czyli ok. 1500 zbrojnych. Wiosną 1410 r. Jan Sokol wraz ze swoimi ludźmi stacjonował w Koronowie, strzegąc granicy przez atakiem ze strony komtura Świecia. Pod Grunwaldem dowodził wraz ze Zbislávkiem czwartą chorągwią św. Jerzego złożoną z najemników czeskich.
W oddziale Jana Sokola znajdował się jego wieloletni przyjaciel i uczeń, późniejszy bohater husycki – Jan Žižka.
Po zwycięstwie Polaków brał udział w zdobywaniu zamków krzyżackich. Pod Malborkiem w imieniu króla prowadził rozmowy z najemnikami czeskimi w służbie krzyżackiej w sprawie poddania zamku. Doszło nawet do porozumienia, lecz pomysł zdobycia twierdzy zdradą i przekupstwem został odrzucony przez radę królewską.
Za swoje zasługi Jaśko Sokół otrzymał od Władysława Jagiełły w dzierżawę zamek w Radzyniu Chełmińskim, zdobyty 21 września na Krzyżakach.

### Śmierć
Według Jana Długosza 27 września 1410 r. Jan Sokół z Lamberka na zaproszenie króla Władysława Jagiełły wziął udział w uczcie w domu jednego z toruńskich mieszczan. Następnego dnia zmarł. Przyczyną śmierci było prawdopodobnie zatrucie po spożyciu ryb. Od razu pojawiły się podejrzenia, że dokonano otrucia. O zabójstwo podejrzewano zarówno Jana Žižkę, jak i polskich panów, zazdrosnych o wpływ Jana Sokola na króla. Dowodem przychylności władcy wobec Czecha mogły być liczne nadania oraz ojcowska opieka jaką Jagiełło otoczył synów Jana w Krakowie.
Powyższa teoria jako niepotwierdzona w innych źródłach poza Rocznikami Długosza została zakwestionowana przez Krzysztofa Kwiatkowskiego, profesora Uniwersytetu Mikołaja Kopernika. Według Kwiatkowskiego źródła krzyżackie wskazują, że Sokół co najmniej przez 2 tygodnie pełnił urząd starosty radzyńskiego (który objął 6 dni przed datą śmierci podaną przez Długosza), a w 1411 r. dowodził oddziałem wojsk królewskich w Szubinie.